# Third wave of ska
La third wave of ska (Terza ondata di ska) è un'ondata musicale ibrida sorta alla fine degli anni ottanta nata dalla fusione della musica ska (in particolare di ispirazione 2 tone ska) con diversi stili di rock, come punk rock, hardcore punk e heavy metal, e in alcuni casi anche con il jazz.

## Storia
La third wave of ska emerse nei tardi anni ottanta, quando alcuni esponenti della scena punk americana iniziarono ad ispirarsi al 2 tone ska britannico mescolandolo con l'aggressività del hardcore punk. Durante i primi anni novanta, questa terza ondata continuò a crescere, più band si diffusero in tutti gli Stati Uniti, la maggior parte delle quali in California. Le influenze poi spaziarono dall'hardcore all'heavy metal. Gli esponenti di questa "third wave ska" raggiunsero un grande successo commerciale in America, grazie ai gruppi punk revival californiani come Green Day e Offspring.
La prima band third wave a sfondare nel mercato americano fu quella dei Rancid, presto seguiti da altri gruppi come i No Doubt, Less Than Jake, Goldfinger, Sublime, e Dancehall Crashers; i Mighty Mighty Bosstones, uno dei gruppi principali dell'ondata nei primi anni novanta, non riuscirono a ottenere una rilevante popolarità. Mentre i Rancid rimasero saldi alle loro radici ska revival e punk rock, alcune band enfatizzarono maggiormente l'impronta heavy metal più che lo ska; altre, come i No Doubt, alleggerirono le sonorità con influenze new wave e pop. Entro il 1996, third wave of ska divenne una delle forme più popolari di musica alternativa negli Stati Uniti.